# Masbate (prowincja)
Masbate – prowincja Filipin, której główną część stanowi wyspa Masbate, a pozostały obszar leży na wyspach: Ticao i Burias. Administracyjnie należy do regionu Bicol Region.
Od południowego zachodu poprzez morze Visayan graniczy z prowincjami Capiz i Iloilo na wyspie Panay, z prowincją Negros Occidental na wyspie Negros oraz z prowincją Cebu na wyspie Cebu.
Ludność 892 393 (2015), zagęszczenie 210 osób na km², powierzchnia 4047,7 km², stolica miasto Masbate.
Utworzona na krótko w 1901, wkrótce w 1905 wcielona do prowincji Sorsogon. Po raz drugi utworzona w 1921 istnieje do dziś.